# Article de revue
 (février 2008).
Si vous disposez d'ouvrages ou d'articles de référence ou si vous connaissez des sites web de qualité traitant du thème abordé ici, merci de compléter l'article en donnant les références utiles à sa vérifiabilité et en les liant à la section « Notes et références ».
Un article de revue (ou « article de synthèse » ou « article de revue de littérature ») est un type particulier d'article publié dans une revue scientifique dont le principe est de dresser un état des lieux dans un domaine particulier de la recherche et de dégager les directions particulières prises dans ce domaine. Le contenu principal d'un article de revue est une revue de littérature (ou revue de la littérature), c'est-à-dire une méthode de recherche d'information scientifique structurée, réplicable et ciblée sur un sujet de recherche spécifique. 
Sa forme peut aller d'une certaine forme de vulgarisation jusqu'à une rédaction théorique ou technique extrêmement spécialisée. Par exemple, un article de revue peut être :
- Un examen de la portée, qui recense l'étendue d'une recherche dans un domaine[3];
- Une revue narrative de littérature[4];
- Une revue systématique, c'est-à-dire une revue de littérature très poussée et très structurée;
- Une méta-analyse, c'est-à-dire une analyse statistique d'une revue systématique.

En tant qu'article à vocation éminemment scientifique, l'article de revue est soumis aux mêmes exigences que les articles plus classiques, notamment le contrôle avant publication par un comité de lecture. Il est publié également dans des revues scientifiques ou séries comme Annual review of cell and developmental biology ou Annual review of earth and planetary sciences.